# 中元克復
中元克復（710年七月—八月）或作中宗克復，是唐朝宗室譙王李重福起兵時使用的年號，前後共計2個月。

## 紀年對照表
| 中元克復 | 元年  |
| -------- | ----- |
| 公元     | 710年 |
| 干支     | 庚戌  |

## 同期存在的其他政權年號
- 中國
  - 景雲（710年－712年）：唐朝—唐睿宗李旦之年號
- 日本
  - 和銅（708年－715年）：奈良時代—元明天皇之年號

## 深入閱讀
- 李崇智. . 北京: 中華書局. 2004年12月. ISBN 7101025129.